# 크로아티아 왕국 (925년~1102년)
크로아티아 왕국(라틴어: Regnum Croatiae 레그눔 크로아티아이[*], 크로아티아어: Kraljevina Hrvatska / Hrvatsko Kraljevstvo 크랄레비나 흐르바츠카 / 흐르바츠코 크랄레브스트보)은 현재의 크로아티아(이스트라반도의 대부분 지역, 달마티아 연안 지역 제외), 보스니아 헤르체고비나의 대부분을 차지하고 있던 중세 유럽의 왕국이다.
925년에 토미슬라브 공작이 교황 요한 10세로부터 받은 편지를 통해 국왕 칭호를 받으면서 크로아티아 공국은 왕국으로 격상되었으며 트르피미로비치 왕조의 지배를 받았다. 크로아티아 왕국은 군주가 바뀔 때마다 왕궁의 위치도 바뀌었다. 닌, 비오그라드나모루, 크닌, 시베니크, 솔린 5개 도시가 "왕국 도시" 칭호를 받았던 것으로 알려져 있다.
크로아티아 왕국은 불가리아, 비잔티움 제국, 헝가리와의 무력 분쟁, 평화 관계, 동맹 관계, 아드리아해 동부 연안을 지배권을 둘러싼 베네치아 공화국과의 경쟁을 경험했다. 크로아티아 왕국은 11세기 후반에 일어난 비잔티움 제국의 쇠퇴를 이용해서 달마티아 연안 지대를 장악했고 페타르 크레시미르 4세, 드미타르 즈보니미르 시대에 전성기를 맞았다.
1091년에 스체판 2세 국왕이 왕위 계승자 없이 사망하면서 크로아티아 왕국은 계속되는 내전과 혼란에 빠지게 된다. 1093년에는 크로아티아의 영주였던 페타르 스바치치(Petar Svačić)가 크로아티아의 영주들에 의해 크로아티아의 명목상 국왕으로 선출되었지만 1097년에 일어난 그보즈드산(Gvozd) 전투에서 헝가리의 칼만 국왕에게 패사하고 만다.
1102년에 아르파드 왕조 출신인 헝가리 왕국의 칼만 국왕이 비오그라드나모루에서 열린 대관식에서 "크로아트인과 달마티아인의 왕"이라는 칭호를 받으면서 크로아티아는 헝가리와의 동군연합(크로아티아-헝가리 동군연합) 관계를 수립하게 된다.